# French Open 2014 – ženská čtyřhra legend
Ženská čtyřhra legend na French Open 2014 byla hrána v rámci dvou tříčlenných skupin. V základní skupině se páry utkaly systémem „každý s každým“. Vítězná dvojice z každé skupiny postoupila do finále.
Obhájcem titulu byl pár americko-švýcarský Lindsay Davenportová a Martina Hingisová, jehož členky nestartovaly společně. Hingisová zvolila účast v paralelně probíhající soutěži ženské čtyřhry a spoluhráčkou Davenportové se stala krajanka Mary Joe Fernandezová, s níž nepostoupila ze základní fáze.
Titul vyhrála belgicko-americká dvojice bývalých světových jedniček Kim Clijstersová a Martina Navrátilová, které ve finále zdolaly zástupkyně francouzského tenisu Nathalie Dechyovou se Sandrine Testudovou po rovnocenném rozdělení úvodních dvou sad 5–7, 7–5, až v supertiebreaku poměrem míčů [10–7]

## Pavouk
| Legenda                                                       |                                                                        |                                                   |
| - Q – kvalifikant - WC – divoká karta - LL – šťastný poražený | - Alt – náhradník - SE – zvláštní výjimka - PR/SR – žebříčková ochrana | - w/o – bez boje - r – skreč - d – diskvalifikace |

### Finále
| Finále |                                      |   |   |      |
|        |                                      |   |   |      |
|        |                                      |   |   |      |
| A2     | Nathalie Dechyová Sandrine Testudová | 7 | 5 | [7]  |
| B1     | Kim Clijstersová Martina Navrátilová | 5 | 7 | [10] |

### Skupina A
|    |                                            | L Davenportová MJ Fernandez | N Dechyová S Testudová | J Novotná N Zverevová | Zápasy | Sety | Hry   | Pořadí |
| A1 | Lindsay Davenportová Mary Joe Fernandezová |                             | 2–6, 1–6               | 6–3, 6–2              | 1–1    | 2–2  | 15–17 | 2.     |
| A2 | Nathalie Dechyová Sandrine Testudová       | 6–2, 6–1                    |                        | 6–3, 6–4              | 2–0    | 4–0  | 24–10 | 1.     |
| A3 | Jana Novotná Nataša Zverevová              | 3–6, 2–6                    | 3–6, 4–6               |                       | 0–2    | 0–4  | 12–24 | 3.     |

Pořadí bylo určeno na základě následujících kritérií: 1) počet vyhraných utkání; 2) počet odehraných utkání; 3) u tří párů se stejným počtem výher rozhodovalo: a) procento vyhraných setů, b) procento vyhraných her; 5) rozhodnutí řídící komise.

### Skupina B
|    |                                          | K Clijsters M Navrátilová | I Majoliová A Myskinová | C Martínezová N Tauziatová | Zápasy | Sety | Hry   | Pořadí |
| B1 | Kim Clijstersová Martina Navrátilová     |                           | 6–2, 4–6, [10–8]        | 3–6, 6–1, [10–2]           | 2–0    | 4–2  | 21–15 | 1.     |
| B2 | Iva Majoliová Anastasija Myskinová       | 2–6, 6–4, [8–10]          |                         | 3–6, 6–2, [10–7]           | 1–1    | 3–3  | 18–20 | 2.     |
| B3 | Conchita Martínezová Nathalie Tauziatová | 6–3, 1–6, [2–10]          | 6–3, 2–6, [7–10]        |                            | 0–2    | 2–4  | 15–20 | 3.     |

Pořadí bylo určeno na základě následujících kritérií: 1) počet vyhraných utkání; 2) počet odehraných utkání; 3) u tří párů se stejným počtem výher rozhodovalo: a) procento vyhraných setů, b) procento vyhraných her; 5) rozhodnutí řídící komise.